# Futurama (videogioco)
Futurama è un videogioco a piattaforme basato sull'omonima serie televisiva. Il gioco, sviluppato da Unique Development Studios e pubblicato da Fox Interactive e da Sierra Entertainment, è stato distribuito nel 2003 su Xbox e PlayStation 2. Per lo sviluppo è stata utilizzata la tecnologia cel-shaded. Fu pianificata anche una versione per Nintendo GameCube, ma il progetto venne in seguito abbandonato. I filmati presenti nel gioco sono presentati come in un episodio intero di Futurama nel DVD del film Futurama - La bestia con un miliardo di schiene.

## Trama
Il gioco inizia quando il Professor Farnsworth dichiara a Fry, a Leela e a Bender di aver venduto la Planet Express a Mamma.
Alla domanda del perché l'abbia fatto, il professore risponde che gli affari andavano male (l'idea di consegnare pacchi in giro per l'Universo non era un granché e Fry, Leela e Bender non avevano mai fatto pagare una consegna). Con l'acquisto della Planet Express, Mamma controlla ora il 50% delle industrie del pianeta, diventando così la sua governatrice suprema e sottomettendo tutti gli esseri umani al suo volere. L'imprenditrice istituisce inoltre il corpo dei soldati robot volanti, incaricato di pattugliare le strade. I nostri eroi decidono quindi di darsi alla fuga, ma la nave è inspiegabilmente danneggiata e il professore ha portato il motore di emergenza al monte dei pegni per comprarsi una pistola, così Fry è costretto ad andarlo a riprendere passando per le Fogne (dato che di notte le strade sono pattugliate dai malvagi soldati robot volanti che uccidono chiunque violi il coprifuoco di Mamma). Dopo essere uscito dalla Vecchia New York ed essere arrivato nella nuova, Fry si fa strada tra i soldati e arriva al monte dei pegni.
Intanto, Mamma ha progettato un modo per muovere la Terra come se fosse un'astronave, ma il pianeta è troppo pesante per essere spostato da un normale motore a materia oscura sicché ne serve uno più potente. I radar di Mamma avvistano però la Planet Express in partenza, e la perfida donna insieme ai suoi figli Walt, Larry e Ignar la insegue e la intercetta presso un asteroide, dove la dittatrice del pianeta pensa di poter acquistare un nuovo motore per l'astronave Terra. La Planet Express, che sta passando accanto all'asteroide, viene attirata sulla superficie da un raggio trainante usato da Mamma, e Bender è quindi costretto a scendere a terra e a disattivare il raggio. Prevedendo di ripartire, i nostri eroi si accorgono che l'unica speranza che hanno ora di salvare l'universo è di giungere a Bogad (parodia di Dagobah, il pianeta di Guerre stellari dove Luke incontra Yoda per la prima volta) ed incontrare il saggio Adoy (Yoda, appunto), che è a conoscenza del modo di fermare Mamma.
La nave riparte ma viene attaccata da Mamma, che rapisce il professore in modo tale da prendergli la testa ed estrarvi le informazioni necessarie alla costruzione del motore a materia oscura (che è stato inventato proprio dal professore), e scaraventa il resto della Planet Express verso il Sole. Dopo un atterraggio di fortuna, Fry, Leela e Bender giungono a Sun City, la città del Sole, dove scoprono che il serbatoio di carburante è vuoto e che per ottenere altra materia oscura dovranno salvare la metropoli dall'esercito degli scheletri robot che l'ha occupata. Tocca quindi a Leela raggiunge il tempio centrale della città, uccide il capo degli scheletri e distrugge inavvertitamente l'edificio.
Grazie alla materia oscura offerta loro in dono dagli abitanti della città, i nostri eroi ripartono verso Bogad, dove incontrano Zoidberg, che si trovava lì per interpretare un piccolo cameo in un film. Incontrano dunque Adoy, che mostra loro una macchina in grado di viaggiare nel tempo. Il generatore di energia alla macchina si trova però dall'altra parte della palude, e Zoidberg deve perciò andare ad attivare a cavallo di uno strano animale.
Attivatosi, il generatore dà energia alla macchina del tempo e Fry, Leela e Bender ne approfittano per ripartire verso la Terra indietro nel tempo, voltando le spalle al povero Zoidberg, che rimane così solo sul pianeta. Atterrano e scambiano la loro nave danneggiata con la nave originale (spiegando così l'inizio del gioco) e partono verso il palazzo di Mamma. Vedendo che l'hanno raggiunta proprio poco prima che fosse riuscita a comprare la Planet Express, l'infuriata Mamma manda contro di loro un robot distruttivo: i nostri eroi sconfiggono il boss finale, che però cade sul Destructor, il quale schiaccia mortalmente i nostri eroi. Infuriato per la morte della sua ciurma, il professore vende la Planet Express a Mamma per un sombrero e torna nella sua azienda a comunicare la notizia a Fry, Leela e a Bender: si torna così all'inizio della storia scatenando un ciclo infinito nella trama.

## Modalità di gioco
I personaggi giocabili sono Fry, Leela, Bender e Zoidberg. I primi tre hanno diversi livelli giocabili, in cui ciascuno può usare diverse abilità. Fry, per esempio, può utilizzare delle armi, come la pistola laser, il fucile o una mitragliatrice e può dunque raccogliere munizioni, mentre Bender e Leela sono specializzati nella lotta corpo a corpo e sono in grado di tirare calci e pugni. Zoidberg è giocabile in un solo livello, in cui deve cavalcare una specie di animaletto alieno. In ogni livello sono nascosti un certo numero di Mordicchio, che se trovati, sbloccheranno dei contenuti extra di quel particolare livello (tra cui la musica, i filmati e le pubblicità finte mostrate durante il caricamento), così che sia possibile rivederli in futuro. Nei livelli di Fry sono inoltre nascosti dei pacchi di dollari, in quelli di Bender dei cristalli rosa e in quelli di Leela dei lingotti d'oro, mentre nel livello dedicato a Zoidberg si possono raccogliere delle lische di pesci.

## Personaggi
- Philip J. Fry, personaggio giocabile.
- Turanga Leela, personaggio giocabile.
- Bender Piegare Rodriguez, personaggio giocabile.
- Professor Farnsworth, personaggio non giocabile, appare in diversi filmati e nel primo livello mentre ripara la navetta con Leela.
- Hermes Conrad personaggio non giocabile, appare nel primo livello mentre sta sonnecchiando nel suo ufficio.
- Dottor Zoidberg, personaggio giocabile.
- Zapp Brannigan, personaggio non giocabile, appare solo in alcuni manifesti pubblicitari.
- Mamma, personaggio non giocabile, antagonista principale del gioco, appare in diversi filmati.

## Doppiaggio
| Personaggio           | Voce originale   | Doppiatore italiano |
| --------------------- | ---------------- | ------------------- |
| Philip J. Fry         | Billy West       | Fabrizio Manfredi   |
| Professor Farnsworth  | Billy West       | Sergio Graziani     |
| Dottor Zoidberg       | Billy West       | Claudio Fattoretto  |
| Turanga Leela         | Katey Sagal      | Pinella Dragani     |
| Bender                | John DiMaggio    | Dario Penne         |
| Sal                   | John DiMaggio    | Angelo Nicotra      |
| Mamma                 | Tress MacNeille  | Serena Verdirosi    |
| Linda van Schoonhoven | Tress MacNeille  | Tiziana Avarista    |
| Walt                  | Maurice LaMarche | Roberto Gammino     |
| Igner                 | John DiMaggio    | Simone Mori         |
| Morbo                 | Maurice LaMarche | Alessandro Rossi    |
| Larry                 | David Herman     |                     |
| Dio del sole falso    | Maurice LaMarche | Alessandro Rossi    |
| Rarar dio del sole    | David Herman     | Sandro Sardone      |
| Dottor Adoy           | David Herman     | Sandro Pellegrini   |
| Il distruttore        | Maurice LaMarche | Simone Mori         |

## Sviluppo
Lo sviluppo del gioco ebbe inizio prima della cancellazione della serie da parte della Fox, ma non finì prima che l'ultimo episodio di questa venisse trasmesso. All'interno del videogioco è presente un "episodio" di 28 minuti di nuovi filmati di animazione..
Gran parte del cast della serie ha lavorato nella realizzazione del gioco. Matt Groening è produttore esecutivo e David X. Cohen il direttore del doppiaggio. I doppiatori dei personaggi sono gli stessi di Futurama: Billy West, Katey Sagal, John DiMaggio, Tress MacNeille, Maurice LaMarche e David Herman. La musica è l'originale composta da Christopher Tyng, mentre lo sceneggiatore e produttore J. Stewart Burns ha scritto una parte della storia. La musica dei titoli di coda del gioco venne usata più tardi nell'inizio del film Futurama - Il colpo grosso di Bender.